# Michel Maunas
 (novembre 2018).
Si vous disposez d'ouvrages ou d'articles de référence ou si vous connaissez des sites web de qualité traitant du thème abordé ici, merci de compléter l'article en donnant les références utiles à sa vérifiabilité et en les liant à la section « Notes et références ».
Michel Maunas est un chef d’orchestre et chef de chœur français, né en 1952 à Pau (Pyrénées-Atlantiques, France).

## Biographie
En 1978 il est reçu chef de chœur stagiaire auprès des Chœurs de l’Opéra de Paris sous la direction de Jean Laforge, et des Chœurs de l’Orchestre de Paris, sous la direction d’Arthur Oldham et Daniel Barenboim. Il rencontre alors de nombreux chefs d’orchestre, dont Manuel Rosenthal, Pierre Boulez, et plus particulièrement Claudio Abbado et Carlo Maria Giulini dont il deviendra élève.
Michel Maunas a fondé en 1980 le Centre Choral de Pau-Pyrénées, chœur d’oratorio et ensembles vocaux.  
Directeur-fondateur de l'Orchestre de Pau de 1981 à 1996, il a dirigé le grand répertoire d’oratorio, concerts symphoniques, accompagné de nombreux solistes parmi lesquels le violoniste Raphaël Oleg, le pianiste Abdel Rahman El Bacha, les membres du Quatuor Athenaem Enesco, le Quatuor Razumowski de Paris, le Trio Borsarello ou encore Anna-Maria Miranda (soprano), etc.
Michel Maunas a enseigné la direction de chœur au Conservatoire national supérieur de musique de Lyon, de 1980 à 1990, comme assistant de B. Têtu, puis comme professeur.
En 1986, Michel Maunas est admis à l’Academia Chigiana de Sienne où, élève de Carlo Maria Giulini il travaille le répertoire symphonique germanique (Schubert, Schumann, Brahms).
En 1998, il est le premier chef d’orchestre français invité du Festival de musique contemporaine  Europe-Asia de Kazan (Russie). Il a également eu l’occasion de conduire plusieurs chœurs et orchestres en concerts : Coral de Camara de Pamplona, Orchestre du Conservatoire national supérieur de musique de Lyon, Orchestre de Bayonne-côte Basque, Philharmonie d’État de Varsovie, Orchestre de Kazan, Orchestres des conservatoires parisiens.
Michel Maunas a été également directeur de conservatoires, notamment de la ville de Paris dans les 6e, 7e et 9e arrondissements jusqu’en 2018.
En tant qu’artiste et pédagogue, Michel Maunas conseille des jeunes musiciens et donne régulièrement des cours.